# William Eastlake
William Eastlake (14. července 1917, New York – 1. června 1997, Tucson) byl americký spisovatel.
Pracoval jako novinář a knihkupec. Bojoval v bitvě v Ardenách a byla mu udělena Bronzová hvězda. Podle svých zážitků napsal román Hájili jsme hrad, nepatetický obraz válečného hrdinství obsahující četné absurdní a tragikomické momenty. Knihu v roce 1969 zfilmoval Sydney Pollack, hlavní role hráli Burt Lancaster, Bruce Dern a Peter Falk.
Přednášel na University of California a přispíval do časopisů Harper's Magazine a Evergreen Review. Jeho manželkou byla malířka Martha Simpsonová. Od roku 1955 žili na ranči v oblasti Jemez Mountains, kde je navštěvovali spisovatelé jako Robert Creeley a Edward Abbey. Život původních obyvatel v Novém Mexiku Eastlake popsal v knihách Jdi v kráse, Nezkrocení a Portrét umělce s dvaceti šesti koňmi. Larry McCaffery tuto trilogii zařadil na svůj seznam stovky nejlepších anglicky psaných knih dvacátého století.
Časopis The Nation vyslal Eastlakea jako reportéra do války ve Vietnamu, své zážitky popsal v protiválečném románu Umírali jsme v bambusu.